# Cindy Campbell
Pour les articles homonymes, voir Campbell.
Cindy Campbell est une musicienne américaine considérée comme la mère oubliée du hip-hop grâce à la « Back to School Party » qu'elle organise dans le Bronx le 11 août 1973.

## Biographie
La soirée qu'elle organise dans le Bronx à New York le 11 août 1973 est considérée comme fondatrice du hip-hop. Son frère Clive, alias DJ Kool Herc, est aux platines. Il y invente le breakbeat (considéré comme fondement du hip-hop). Afin de diffuser la musique dans la rue, Cindy Campbell utilise un sound system, sono mobile inventée en Jamaïque d'où elle est originaire. Cindy reste dans l'ombre de son frère et gère sa carrière.
À l'origine de la soirée, Cindy Campbell souhaitait obtenir de l'argent de poche pour s'acheter des vêtements. 
Cindy Campbell s'investit ensuite comme activiste au sein de Hip Hop Preserve Inc, une organisation à but non lucratif qu'elle a créée et qui s'efforce de préserver les origines de la culture hip-hop. Lors d'un projet de rénovation urbaine de l'immeuble où a lieu la soirée considérée comme fondatrice du hip-hop, Cindy Campbell mobilise des acteurs de la culture hip-hop pour contrer ce projet de démolition.